# Peerapat Notchaiya
Peerapat Notchaiya (in lingua thailandese: พีระพัฒน์ โน๊ตชัยยา; Ayutthaya, 4 febbraio 1993) è un calciatore thailandese, difensore del Bangkok Utd.

## Palmarès

### Club

#### Competizioni nazionali
- Thai League 1: 1

Muangthong Utd: 2016
- Thai League Cup: 2

Muangthong Utd: 2016, 2017